# バトルガレッガ
『バトルガレッガ』（Battle Garegga）は、ライジングが開発し、1996年2月にアーケードゲームとしてエイティングによって発売された縦スクロールシューティングゲーム。通称は『ガレッガ』。総販売元はエイブルコーポレーション。
『ガンフロンティア』を踏襲した硬派なグラフィックと、並木学（通称：さんたるる）によるテクノサウンドが特徴。

## ゲームシステム
全7ステージ。操作系は8方向レバーと3ボタン（ショット、スペシャルウェポン、オプションフォーメーション変更）。
ショットは一定の速度で連射することでボタン押しっぱなし時にその連射速度がキープされるというセミオート連射機能付き。ショットアイテムを一定個、または大ショットアイテムを獲得することで4段階までパワーアップする。スペシャルウェポンは『ガンフロンティア』と同様の方式で、地上物を破壊すると出現するウェポンアイテムを一定個獲得すると完全ストック状態のものが一個ストックされる。発射時には完全ストック状態の一つが消費され、完全状態でなければ半端ストック在庫の全てを使いきり、その量に見合った効果が得られるというもの。オプションはアイテムを入手することで最大4機まで装備でき、ボタンを押すごとに5つのフォーメーションから順々に変更される。空中の敵を破壊することで金色の得点アイテムが出現、取り続けることで最大10000点となるが、落とした時点で100点に戻る。

### 多彩な自機選択
自機は4種類＋隠し機体4種類からの選択式。通常の自機4機は、連邦国家の次期主力戦闘機として開発されていた「ガレッガシリーズ（開発コード「G」）」であり、ウェイン兄弟の最高傑作にして最後の作品であると設定されている。隠し機体は『魔法大作戦』の自機4種（隠しコマンド入力が必要）。さらに、決定時にどのボタンを押すかによって機体性能が変更される（ノーマル・移動スピードアップ・あたり判定縮小・スピードアップかつあたり判定縮小、の4種）。なお、機体性能が変更された物にもバリエーションとして、それぞれ独自の名称が与えられている。
なお、本作に登場した8機体は全て同社作品の『アームドポリス バトライダー』の隠しキャラとしても登場する。
G-1010 シルバーソード
機動性、攻撃力のバランスのとれた戦闘攻撃機。プッシャ式、逆ガルエンテ翼のレシプロ戦闘機で、大まかな外観は震電に類似している。機首に4門の18mm機関砲を装備。バリエーションとして機動力強化型の「キャノンボール」、装甲強化（あたり判定縮小）型の「マサムネ」、さらに機動力と装甲を両立させた「シャッタースター」が存在する。
ボムは爆風が広がる「ナパーム」。レバーで拡散する方向を操作することが可能。
G-130 グラスホッパー
対地攻撃用として開発された陸上戦闘迎撃機。プッシャ式単発、双ブームの三胴機であり、前面に突き出したそれぞれのブームの先端に三砲身の14mm回転式機関砲を装備している。攻撃力は高いが、その分機動性を犠牲にしている。バリエーションとして「レインフォーサー」「DGRオクトーバー」「ダイビングフォックス」が存在する。これらの機体の強化内容はシルバーソードと同様。
ボムは「ストロングバルカン」。後方に排出される薬莢にも攻撃判定がある。
G-1026 フライングバロン
機動性、運動性に優れた軽艦上戦闘機。しかし攻撃力は貧弱である。低翼単発という、Gシリーズの中では最もオーソドックスな構成の機体。機体下面には双フロート式のフロートらしきものを装備している。武装は機首の16mm機関砲2門。バリエーションとして「ストーミーオーメン」「レッドインパルス」「ブラックツエッペリン」が存在する。強化内容はシルバーソードと同様。
ボムは大量のミサイルをバラまく「ホーミングミサイル」。
G-913 ワイルドスネイル
攻撃力の高い重艦上雷撃機。双発の三胴機であり、主翼面積が極めて大きい。未完成の機体であり、エンジンより外側の主翼と水平尾翼の翼桁が剥き出しになっている。武装は胴体脇の主翼上に配置された30mm機関砲4門。バリエーションとして、「アイアンマッケレル」「ロストチャンピオン」「ゴールデンバット」が存在する。強化内容はシルバーソードと同様。
ボムは誘導性能のある炎を発射する「サーチファイヤー」。

### 隠し要素
ショットパワーが最大まで上がった状態でショットアイテムを5個落としてからショットアイテムを獲得するとショットパワーをさらに上げることができる。
ショット、オプション、ウェポン、得点アイテムを5個落とした後にオプションアイテムを獲得すると、オプションフォーメーションが専用のものに変化。フォーメーションを変更するまで効果は持続する。
コイン投入後のタイトル画面でショットボタンを押しながらスタートすると2周全14面となるEXTENDED、スペシャルウェポンボタンを押しながらスタートすると通常より難易度の高いHARDERがプレイできる（この二つを併用するとSPECIALになる）。同様にフォーメーションボタンを押しながらスタートすると2面と3面と4面の順番を変更できるEDITがプレイできる。

## 設定

### ウェイン兄弟
このゲームの主人公で、航空機に関しては天才的な才能を持つ科学者兄弟。彼らが設計及び開発した機体やエンジンは高い性能を誇っている。その技術力は神の領域に達しており、実用性の高いロケットエンジンまで設計している。また、操縦技術も優れた物を持っている。後にその才能を買われ連邦国家に開発主任として異例の待遇でスカウトされる。一人称は二人とも「僕」。
B・ウェイン
兄、29歳。責任感が強く、粘り強い。しかし少々内省的な面がある。搭乗機体はG-1010とG-1026。
J・ウェイン
弟、27歳。素晴らしい発想力を持つが、行き詰まる時にはとことん行き詰まる性格。搭乗機体はG-130とG-913。

### 連邦国家
15州から形勢された国家で大陸の約半分を有している。以前は領土の巡る争いが激しかったが連邦が設立されたのを機に秩序と平和が保たれるようになる。しかしウェイン兄弟の設計思想を元に開発された優れた兵器群は連邦以外の周辺国家の兵器群を出し抜いたものであり、その結果連邦国家は大陸全土を掌握する為に他国に侵攻を開始した。圧倒的な物量と優れた兵器群に蹂躙された、ある地方の瓦礫と化した場所にたたずむウェイン兄弟は自分達が携わった行いに後悔し、罪を償い責任を果たすために4機の新型戦闘機を作り出し連邦国家の侵攻を止めるべく出撃した。
隠しキャラとして登場する魔法大作戦の4人に対しての今作品での参戦するストーリーなどの設定はない。

## ステージ
| 面 | ステージ名 | ボス                                                       | ステージBGM            | ボスBGM                         |
| -- | ---------- | ---------------------------------------------------------- | ---------------------- | ------------------------------- |
| 1  | VALLEY     | MD-113 ノーズラフィン                                      | Fly to the Leaden Sky  | Stab and Stomp!                 |
| 2  | PLATEAU    | SF-4518 マッドボール                                       | Underwater Rampart     | Stab and Stomp!                 |
| 3  | FACTORY    | ST-22 アースクライシス                                     | Tunnel Vision          | Thrust and Thrash!              |
| 4  | PLANT      | PS-50 サタニックサーファー                                 | Degeneracy             | Thrust and Thrash!              |
| 5  | CLOUD      | G-616 ブラックハート                                       | Subversive Awareness   | Stab and Stomp!                 |
| 6  | BASE       | DT-38A ジャンキーモンキー                                  | Megalomaniac           | Thrust and Thrash!              |
| 7  | AIR PORT   | N-617 ブラックハートmkII（中ボス） DT-070 グロウスクイード | Marginal Consciousness | Stab and Stomp!(中ボス) Erupter |

## 評価
下記の難度制御によるシステムが、スコアを争う楽しみ方をするプレイヤー達に評価された。そして、各機機体ごとの熾烈なスコア稼ぎが各地で加熱した。スコアの稼ぎ方も、「難度制御と自爆」に大きく依存する為に奥が深く、その点が評価され、高品質なゲームとして認識されていく事になる。なお、現在は永久パターン発覚により全機体ハイスコア集計打ち切りとなっているが、変わらずファンは多い。ただし，逆説的ながら，次項の難度制御と自爆については、IKDSTG（いわゆる弾幕STG）ファンには忌避される傾向もみられる。
それ以外でも暗色が多く地味だが緻密なドット画描写による書き込まれたグラフィック、そのグラフィックと世界観に合致した音楽・効果音なども評価されるようになった。世界観について、タイトーのシューティングゲーム『ガンフロンティア』に影響を受けているとの指摘があり、これについては製作者自らが「『ガンフロンティア』のようなゲームを作りたかった」と認める。
弾丸の見づらさは、後の家庭用移植版では、オプションにREDBALL（敵弾のグラフィックが全て赤色の丸い弾に統一される）という設定項目があり、改善されている。

## 難度制御と自爆
発売当初はステージ6 - 7があまりの高難度のため、『ゲーメスト』誌上の初回ハイスコア集計で一人も全面クリア達成者が現れず、「クリア不可能か」と噂された。しかし後に、難度がゲーム中の様々な要素によって上下する事が発見され、難度を意図的に調節するプレイスタイルが広まった（シューティング界隈では「ランク調節」と呼ばれる攻略スタイル）。
難度に影響を与える要素は、自機のパワーアップ状態、残機数、発射済み弾数、ノーミスプレイの時間・電源投入からの経過時間などであると推測されている（正確なデータは公表されていない）。その他様々な要素も影響があるという憶測が飛び交い、オカルト的な迷信も多くあった(同人誌、及びSS版のディスクをPCに挿入すると閲覧可能である「バトルガレッガハンドブック」に載っている「1万点勲章を落とすとランクが下がる」は当時から否定意見が多かった)。
この内、自機のパワーアップ状態、残機数、そして発射済み弾数が影響を与えることはほぼ間違いないとされ、知識のあるプレイヤーは無駄弾を撃たない、無駄なパワーアップをしないよう注意してプレイする。そのため店側もプレイヤーによる基板の電源再投入の設備、可変速連射装置を取り付ける、ボタン配置を調整可能にする、ABC同時押しボタンを用意するなどの配慮をしている場所も存在する。
これらは移植版である「バトルガレッガ Rev.2016」の解析の時に完全に解明され「現在セットされている連射数によるフレームごとのランク上昇値の存在、ワイド以外の隠しオプションフォーメーション成立時と小ショットアイテム取得によるショットパワーアップ時にフレームごとのランク上昇値が増える、アイテム取得時やショット/ウェポン発射時にランクが一定量増える」が主なランク上昇、現在の面によってランクの上昇率が変わるや、各種アイテムを落とす事によるランク下げは無いで確定している。
難度に最も大きな影響を及ぼしているのが残機数であるとされている。これは「残機が少ないほど、死亡時のランクの落ち幅が大きい」というのが理由になる。ALLクリアを狙うプレイヤーには「最初の2機を1ボス - 2面で潰し、4面に入るまでは残0機進行しつつ適度にスコアを稼いで、エクステンド（1UP）したら要所で自爆する」という攻略法が基本スタイルとして定着した。ちなみにミス時の自機の爆発には攻撃力があり、かつその爆風で敵を破壊しても点数が加算されないため、適当な所で自爆してしまうと難度を下げるためのエクステンドが遠くなってしまう。そのために要所で自爆することが必要であり、その前提となるのは要所でエクステンドできる段階まで上達していることである。
また、稼ぐには敵機を攻撃するだけでなく、取り続けることで最大10000点を連続で獲得できる勲章アイテム、スペシャルウェポンでのみ破壊することができる高得点の構造物、ステージ2のある地点でスペシャルウェポンを使うと出現する鳥の群れへの撃ち込み、特定の構造物をスペシャルウェポンで破壊することで勲章を出現させて獲得する、などの隠し要素も利用可能だが、1万点勲章以外はランクの加算値が高いことからむやみに狙わない方がいい場合もある。
ALLクリアを目指して安定して稼ぐためには、自爆スタイルができなくとも4 - 6面に到達できる程度に当ゲームに熟達していることが必要である。よほどのゲーマーでない限り、当ゲームをはじめたばかりの腕前で全ての稼ぎを狙うことは成功率が著しく低く、非効率である。どの稼ぎをどの腕前で狙うかはプレイヤーごとに異なることもあり、あまりガイドラインとして周知されてはいず、これが当ゲームのハードルの高さの一つとなっている。
過去にもプレイ中に難度が変動するゲームは多くあったが、このゲームはその影響が顕著であり、ハイスコアラーならずとも6 - 7面を越えるためには難度を意識してプレイする必要があった。不可視要素がゲーム全容の把握を困難にしたものの、ゲーム全体をコントロールする独特のゲーム性があったためその高難度にもかかわらずプレイヤー層が広くロングランを遂げたとされる。
一方で自爆に頼らないランクのコントロールも可能であり（連射速度をデフォルトから上げず無駄弾を撃たない、アイテムを極力取らない、パワーアップを最低限に留める、ボスを速攻撃破など）、これによるノーミスクリアも達成されている。
得点、残機、弾数、パワーアップにおいて高度なリソースコントロールを要求するシューティングゲームとしてその後のゲーム難度についての話題では必ずと言って良いほど言及されることになる。
『バトルガレッガ』が傑作と呼ばれるのは表面的な要素ではなく、こうした設計によるゲーム性に対する評価と見る事ができる。

## ブラックハート
幾多のシューターを苦戦させた全翼機型の5面ボス「G-616 ブラックハート」は、当時のシューティングゲームとしては圧倒的な高火力と致命性を持ち、切れ目無く多方向連続斉射をしながら発射角度を左右にずらしていく通称ワインダーと、2基のロケットエンジンからの瞬間的に噴射するバーナー攻撃が特徴的で、バトルガレッガを象徴する存在とされた。このワインダーに合わせて小刻みに動いて避ける緊張感はその後の多くのゲームで模倣されることになる。
また7面には「N-617 ブラックハートmkII」が中ボスとして登場する。さらに強化されたワインダーを筆頭に矢継ぎ早に繰り出される変幻自在な攻撃から「ラスボスより強い」、「銀河一後方に強い戦闘機」などと呼ばれる（もっとも、ランクが上昇しすぎるとラスボスもそれ以上に強くなる）。難度制御を誤ったプレイを行なっていると、投下される無数の爆雷の耐久力が上昇しすぎて破壊が間に合わず押しつぶされることから、そもそも破壊不能になると言われていた(正確には「長年言われていた破壊不可能は嘘で、爆雷の耐久度が一定ランクを超えると1から2になる関係で、貫通弾を持つ機体とミヤモト以外は爆雷の波に押しつぶされる」というのが正解。)。
主人公であるウェイン兄弟のメモを基に連邦軍が作った拠点防衛戦闘機という設定だが、厳密に言えば戦闘機に分類されるものとは言い難い（戦闘爆撃機と資料にはある）。

## 音楽
並木学（さんたるる名義）がBGM全曲・効果音の製作を担当。楽曲製作はX68000を使って行われており、パソコン通信上にMDX形式で楽曲が公開されたこともあった。ジャンルとしてはデトロイト・テクノに分類される。このことは並木学自身の好きな音楽性を反映した結果で、その楽曲の中にはアンダーグラウンド・レジスタンスなどのテクノミュージシャンのオマージュも散見されるが、ビジュアルとの親和性や展開とのシンクロ性は高く、その評価は極めて高い。
サウンドトラックは過去二度発売された攻略ビデオの同梱品としてのみ発売されていたが、2016年9月に開催されたガレッガナイトにおいて、アーケード版、セガサターン版アレンジ、セガサターン版のゲストアレンジャーとしても参加していた細江慎治らがリミックスを行う新録リミックスバージョン（後述するPS4版の新録アレンジとは別個に制作されている）を収録したCDが単体発売されることがスーパースイープから発表された。

## 移植

### セガサターン版
1998年2月にセガサターンに移植。発売はエレクトロニック・アーツ・ビクター。
家庭用向けに豊富なモード、設定が搭載されている。特に画面設定はバリエーションが多く秀逸である。「解像度を変えずに上下幅を縮小」、「ゲーム画面全体を縮小させて縦画面を表示させる」など他に業務用本来の表示をテレビで再現するために「自機の上下移動に合わせて、縦方向に任意スクロールも併用する」という仕組みで、解像度を変えないまま縦画面でプレイ出来るようになっている。もちろん、横画面表示など従来から使われている画面設定も搭載している。
また、ゲームをクリアすると追加されるオマケ要素としてALLプレイムービーがある。これは最初から最終ステージクリアまでのプレイ動画が入っており、内容的にも「難度制御と自爆」に依存した稼ぎ重視の攻略をしており、特に初心者などには、このゲームの本質を垣間見る事が出来る。また、隠しフィーチャーも全て公開しているので、稼ぎを始める人にとっても重要な参考資料となる。
サウンドもオリジナルの他にゲストアレンジャーによるアレンジ版が追加されている。肝心の移植度も、ステージ開始時に若干の読み込みがあるが、それ以外はほぼ完全移植である。他ゲームの進行によって様々なオマケ要素が使えるようになっている。

### PlayStation 4版
2016年12月15日に『バトルガレッガ Rev.2016』のタイトルでPlayStation 4版が配信された。開発・発売はエムツーで、同社が展開する「M2 ショットトリガーズ」の第1弾となる。
内部ランクを含めたゲームの内部情報を可視化したガジェット機能が搭載され、基板に搭載された音源が豊富な機能を持つPCMチップとステレオ出力機能があったら、というコンセプトで並木自らによって再構築されたサウンドが新たに収録されている（オリジナル基板バージョン、セガサターン版アレンジバージョン、SupersweepによるリミックスCDバージョンも選択可能）。
本作はダウンロード専売だが、PlayStation Store用プロダクトコードに加え新録版のサントラCD、開発資料、インタビューなどが掲載されたムック、復刻版インストカードなど特典のついた限定版も完全受注生産で発売される。
本作の開発に合わせて、一部のゲームセンターで実機台が設置されている。

### Xbox One版
2017年9月29日に配信開始。こちらはダウンロード専売となっている。

## 番外・関連
- 「ガレッガ」の名前の由来は、プロデューサーの中島和之によると、『烈火』の矢川忍が我が社（ライジング）に参加して作ったので、我が社の烈火→我烈火→ガレッガとなったとのこと[4]。
- 当初は横画面の縦シューティングとして開発された。ロケテストまで行ったが、その後縦画面に変更になった。
- 高度なプレイ内容を収録した攻略ビデオが発売されている。
  - ゲーメストビデオ vol.27 バトルガレッガ（新声社） - 1996年8月発売
  - THE MADNESS BATTLE GAREGGA（INH） - 2004年12月発売